# Réserve naturelle régionale des Sauvages
La réserve naturelle régionale des Sauvages (RNR308) est une réserve naturelle régionale située en Nouvelle-Aquitaine. Classée en 2015, elle occupe une surface de 82,57 hectares.

## Localisation

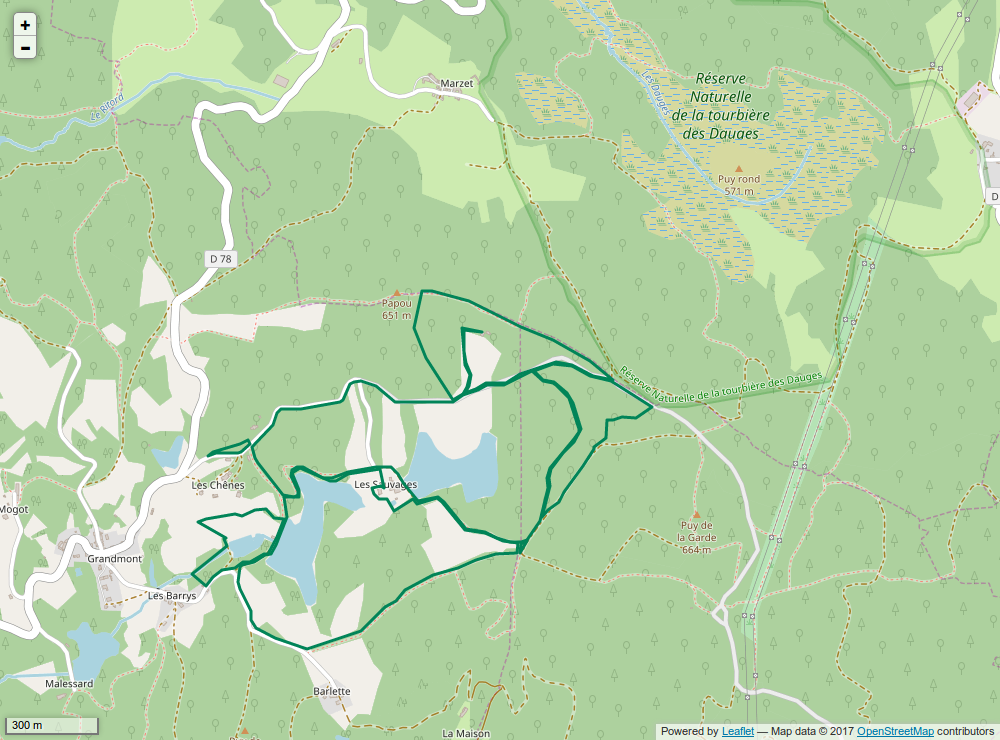
Périmètre de la réserve naturelle.

Le territoire de la réserve naturelle est dans le département de la Haute-Vienne, sur la commune de Saint-Sylvestre et à proximité immédiate de la Réserve naturelle nationale de la tourbière des Dauges.

## Écologie (biodiversité, intérêt écopaysager…)
La réserve comprends des landes à bruyères, des prairies, des tourbières, de vieilles forêts de hêtre et trois étangs creusés au moyen-âge.

## Administration, plan de gestion, règlement

### Outils et statut juridique
La réserve naturelle a été créée par une délibération du Conseil régional du 20 novembre 2015.